# Conseil économique et social (Luxembourg)
Pour les articles homonymes, voir CES.
Pour les autres articles nationaux ou selon les autres juridictions, voir Conseil économique et social.
Le Conseil économique et social, abrégé en CES, est l'institution consultative chargée d'étudier sur la demande ou non du Gouvernement luxembourgeois les problèmes économiques, financiers et sociaux dans un ou plusieurs secteurs économiques ou bien sur l'ensemble de l'économie nationale.

## Historique
Créé par la loi du 21 mars 1966, il est placé sous la tutelle du Premier ministre et est financé par le budget du ministère d'Etat. Dans le Mémorial, l'arrêté grand-ducal du 10 novembre 1944 portant création d'une conférence nationale du travail, d'une commission paritaire du marché de travail et d'une commission paritaire de conciliation ainsi que l'arrêté grand-ducal du 4 août 1945 portant création d'un conseil de l'économie nationale sont abrogés lors de la création du conseil et représentent les institutions qui lui ont précédé à cette tâche.
Dans un article du Luxemburger Wort publié le 3 juillet 2020, le chercheur au Luxembourg Institute of Socio-Economic Research (LISER) Franz Clément estime que, dans les années 2010, le Conseil économique et social a perdu de son efficacité en raison de la politique de la chaise vide menée par le patronat empêchant ainsi de parvenir à des accords au sein de la tripartite. 

## Organisation

### Le président
La liste des présidents du Conseil économique et social est disponible dans les sections « le Président » et « Historique » sur le site Internet de l'institution.
| Identité                           | Période | Période  | Durée         |
| Identité                           | Début   | Fin      | Durée         |
| ---------------------------------- | ------- | -------- | ------------- |
| Gustave Stoltz (d)                 | 1966    | 1972     | 6 ans         |
| Antoine Weiss (d) (1924 - 1997)    | 1972    | 1974     | 2 ans         |
| Georges Faber (d) (1926 - 1993)    | 1974    | 1976     | 2 ans         |
| Armand Simon (d)                   | 1976    | 1978     | 2 ans         |
| Joseph Kratochwil (d)              | 1978    | 1980     | 2 ans         |
| Raymond Rollinger (d)              | 1980    | 1982     | 2 ans         |
| Armand Simon (d)                   | 1982    | 1984     | 2 ans         |
| Paul Lauterbour (d)                | 1984    | 1987     | 3 ans         |
| Rolphe Reding (d)                  | 1987    | 1989     | 2 ans         |
| Romain Schintgen (d) (né en 1939)  | 1989    | 1989     | moins d’un an |
| Romain Bausch (d) (né en 1953)     | 1989    | 1991     | 2 ans         |
| Mario Castegnaro (d) (1939 - 2022) | 1991    | 1993     | 2 ans         |
| Lucien Jung (d)                    | 1993    | 1995     | 2 ans         |
| Robert Kieffer (d)                 | 1995    | 1997     | 2 ans         |
| Robert Weber (d) (né en 1955)      | 1997    | 2000     | 3 ans         |
| Lucien Thiel (en) (1943 - 2011)    | 2000    | 2002     | 2 ans         |
| Gaston Reinesch (en) (né en 1958)  | 2002    | 2004     | 2 ans         |
| Raymond Hencks (d)                 | 2004    | 2006     | 2 ans         |
| Romain Schmit (d)                  | 2006    | 2009     | 3 ans         |
| Serge Allegrezza (d)               | 2009    | 2011     | 2 ans         |
| André Roeltgen (d) (né en 1959)    | 2011    | 2013     | 2 ans         |
| Gary Kneip (d)                     | 2013    | 2015     | 2 ans         |
| Pascale Toussing (d)               | 2015    | 2017     | 2 ans         |
| Marco Wagener (d)                  | 2017    | 2019     | 2 ans         |
| Jean-Jacques Rommes (d)            | 2019    | En cours | 6 ans         |

### Les membres
Le conseil se compose de trente neuf membres désignés pour une durée de quatre ans et d'autant de suppléants répartis en trois groupes, à savoir :
- 18 représentants patronaux nommés par le Gouvernement sur proposition des organisations professionnelles dont treize représentants des entreprises, deux représentants des professions libérales et trois représentants de l'agriculture et de la viticulture ;
- 18 représentants salariaux nommés par le Gouvernement sur proposition des organisations professionnelles dont quatorze représentants des salariés du secteur privé et quatre représentants des fonctionnaires ou employés du secteur public ;
- 3 représentants nommés directement par le Gouvernement dont les compétences sont reconnues en matière économique, sociale et financière.